# Травники (село)
Травники́ — село в Чебаркульском районе Челябинской области. Административный центр Травниковского сельского поселения.

## География
Село находится на берегу реки Коелга, на 1810-м км автодороги М5 «Урал».

## Население
| 2002 | 2010  |
| ---- | ----- |
| 2411 | ↘2334 |

### Половой состав
По данным Всероссийской переписи, в 2010 году численность населения села составляла 2334 человека (1084 мужчины и 1250 женщин).

## Улицы
| - ул. 50 лет Победы, - ул. Береговая, - ул. Верхняя, - пер. Горный, - пер. Зелёный, | - ул. Каширина, - ул. Лесная, - ул. Луговая, - ул. Майская, - ул. Молодёжная, | - пер. Нагорный, - пер. Озёрный, - ул. Октябрьская, - ул. Первомайская, - ул. Победы, | - ул. Садовая, - ул. Советская, - ул. Солнечная, - ул. Трактовая, - пер. Уральский. |

## Инфраструктура
В селе функционируют общеобразовательная школа и детский сад, детский дом, а также участковая больница.

## Достопримечательности
В Травниках расположен единственный в России памятник начала XX века, посвященный казакам, участвовавшим в Русско-японской войне. Установлен в 1910 году, в 2008 году был занесен в Единый государственный реестр объектов культурного наследия народов Российской Федерации. На памятнике высечены имена, фамилии и воинские звания 186 человек, казаков станицы Травниковской оренбургского казачьего войска, участвовавших в войне.